# Adam Bagiński (hokeista)
Adam Bagiński (ur. 17 marca 1980 w Gdańsku) – polski hokeista, reprezentant Polski, trener.

## Kariera klubowa
- Stoczniowiec Gdańsk (1997-2003)
- GKS Tychy (2003-2020)

Wychowanek Stoczniowca Gdańsk. Absolwent NLO SMS PZHL Sosnowiec z 2000. Od 2003 zawodnik GKS Tychy. W kwietniu 2011 przedłużył kontrakt z klubem o trzy lata. Pod koniec października 2013 decyzją Wydziału Sędziowskiego PZHL został zawieszony na trzy spotkania za faul na Justinie Chwedoruku. Po sezonie 2019/2020 ogłosił zakończenie kariery zawodniczej.
W trakcie kariery zyskał pseudonim Bagiś.

## Kariera reprezentacyjna
W barwach reprezentacji Polski do lat 18 uczestniczył w turnieju mistrzostw Europy juniorów do lat 18 w 1998 (Grupa B). W barwach reprezentacji Polski do lat 20 uczestniczył w turnieju mistrzostw świata juniorów do lat 20 w 2000 (Grupa B), W reprezentacji Polski na Uniwersjadzie 2001 w Zakopanem. W barwach seniorskiej kadry Polski uczestniczył w turniejach mistrzostw świata w 2003, 2004, 2005, 2006, 2008, 2010, 2013, 2014, 2015, 2016. Łącznie w barwach reprezentacji Polski rozegrał 150 oficjalnych spotkań międzypaństwowych, zdobywając w nich 24 bramki.

## Kariera trenerska
W 2020 dołączył do sztabu szkoleniowego GKS Tychy. Po ogłoszeniu 28 grudnia 2021 odejścia Krzysztofa Majkowskiego ze stanowiska głównego trenera GKS Tychy objął czasowo to stanowisko do czasu przejęcia przez mianowanego Andrieja Sidorienki. 

## Sukcesy
Reprezentacyjne
- Awans do mistrzostw świata Dywizji I Grupy A: 2014

Klubowe
- Złoty medal mistrzostw Polski (5 razy): 2005, 2015, 2018, 2019, 2020[10] z GKS Tychy
- Srebrny medal mistrzostw Polski (8 razy): 2006, 2007, 2008, 2009, 2011, 2014, 2016, 2017 z GKS Tychy
- Brązowy medal mistrzostw Polski (4 razy): 2003 ze Stoczniowcem, 2004, 2010, 2013 z GKS Tychy
- Puchar Polski (7 razy): 2006, 2007, 2008, 2009, 2014, 2016, 2017 z GKS Tychy
- Superpuchar Polski (2 razy): 2015, 2018, 2019 z GKS Tychy
- Trzecie miejsce w Superfinale Pucharu Kontynentalnego (1 raz): 2016 z GKS Tychy
- Finał Superpucharu Polski (1 raz): 2017 z GKS Tychy

Indywidualne
- Turniej EIHC Węgry 2013:
  - Pierwsze miejsce w klasyfikacji strzelców: 3 gole
- Puchar Polski w hokeju na lodzie 2014
  - Pierwsze miejsce w klasyfikacji strzelców turnieju finałowego: 2 gole (ex aequo)
- Polska Hokej Liga (2014/2015):
  - Piąte miejsce w klasyfikacji asystentów w sezonie zasadniczym: 28 asyst